# Campylospermum duparquetianum
Campylospermum duparquetianum là một loài thực vật có hoa trong họ Ochnaceae. Loài này được Fa mô tả khoa học đầu tiên.